# District de Machu Picchu
Au Pérou, le district de Machu Picchu est l’un des sept districts de la province d'Urubamba située dans le département de Cusco.